# 处决内伊元帅
处决内伊元帅（法語：L'exécution du maréchal Ney）是法国艺术家让-莱昂·热罗姆的一幅油画，创作于1868年。画作描绘法国元帅米歇尔·内伊在1815年12月7日处以行刑队枪决。在内伊尸体后面的墙上，有两句铭文：一句是“皇帝万岁”（vive l'empereur） 被划掉，另一句是“万岁”（vive），就写在行刑的弹孔前。 根据热罗姆的说法，这是对内伊在拿破仑和波旁王朝之间多次改换门庭的评价。 
自1931年以来，这幅画一直归谢菲尔德画廊和博物馆信托基金会所有，现藏于英国谢菲尔德的格雷夫斯美术馆。